# Republica Romană (secolul al XVIII-lea)
Republica Romană (italiană: Repubblica Romana) a fost proclamată pe 15 februarie 1798 de către Louis Alexandre Berthier, un general al lui Napoleon Bonaparte. Republica a fost un stat marionetă al Primei Republici Franceze și a fost proclamată după ocupația Romei pe 10 februarie același an. 
Papa Pius al VI-lea a fost declarat destituit din funcție și arestat. A murit în exil în Franța în 1799.
Republica Romană a avut o scurtă existență: Statele Papale au fost restaurate în octombrie 1799. 